# 滇西杜鹃
滇西杜鹃（学名：Rhododendron euchroum），为杜鹃花科杜鹃花属下的一个植物种。